# Helga Aradóttir
Helga Aradóttir född 1538, död 1614, var en islänning berömd för sin kärlekshistoria, fejd och stormiga skilsmässa med poeten Staðarhóls-Páll, som också tillägnade henne många av sina poem.
Hon var dotter till ämbetsmannen Ara Jonsson (död 1550) och sondotter till biskop Jón Arason. Hon beskrivs som viljestark och rebellisk. Hon förälskade sig ömsesidigt i poeten Staðarhóls-Páll (Páll Jónsson), som uppvaktade henne mot hennes familjs önskan under flera år: hon blev föremål för många av hans dikter. Paret fick tillstånd att gifta sig 1558. Parets förhållande blev ökänt stormigt, på grnd av bådas temperament, hennes ovilja att dela med sig av sin egendom och hans dryckenskap. Hon var även i fortsättningen föremål för flera berömda poem. År 1578 separerade paret, något som var ovanligt och tilldrog sig stor uppmärksamhet. År 1590 stämdes maken henne till skilsmässa inför tinget, en process som drog ut till 1594. Skilsmässan blev orsaken till en fejd mellan deras släktingar.